# Bahnstrecke Sigmaringendorf–Hanfertal
| Bahnstrecke beim ehemaligen Haltepunkt Hornstein |                      |                                   |                                   |
| Streckennummer (DB): | 9462                 |                                   |                                   |
| Kursbuchstrecke (DB): | 307n (1946)          |                                   |                                   |
| Streckenlänge: | 9,7 km               |                                   |                                   |
| Spurweite: | 1435 mm (Normalspur) |                                   |                                   |
| Streckenklasse: | D4                   |                                   |                                   |
| |                      |                                   |                                   |
| \| \| \| von Sigmaringen \| \| \| \| 0,0 \| Sigmaringendorf (ehem. Bf) \| 574 m \| \| \| \| nach Ulm \| \| \| \| \| von Ulm (seit 1992) \| 574 m \| \| \| 0,8 \| Anschluss Schaal \| 578 m \| \| \| 2,0 \| L 455 \| L 455 \| \| \| 2,4 \| Laucherthal Hp \| 585 m \| \| \| 2,8 \| Laucherthal Bf \| 587 m \| \| \| \| Anschluss Zollern GmbH und Co. KG \| \| \| \| \| Anschluss Zollern GmbH und Co. KG \| \| \| \| 4,9 \| Hitzkofen \| 592 m \| \| \| 5,0 \| Lauchert \| Lauchert \| \| \| 5,5 \| Bingen (Hohenz) Bf \| 594 m \| \| \| 5,8 \| Lauchert \| Lauchert \| \| \| 6,3 \| Bingen (Hohenz) Hp \| 603 m \| \| \| 7,2 \| Lauchert \| Lauchert \| \| \| 8,0 \| Hornstein \| 606 m \| \| \| 8,0 \| Lauchert \| Lauchert \| \| \| \| von Sigmaringen \| \| \| \| 9,7 \| Hanfertal \| 619 m \| \| \| \| nach Kleinengstingen \| \| |                      |                                   |                                   |
| Strecke |                      | von Sigmaringen                   | von Sigmaringen                   |
| Haltepunkt / Haltestelle | 0,0                  | Sigmaringendorf (ehem. Bf)        | 574 m                             |
| Abzweig ehemals geradeaus und nach rechts |                      | nach Ulm                          | nach Ulm                          |
| Abzweig ehemals geradeaus und von rechts |                      | von Ulm (seit 1992)               | 574 m                             |
| Abzweig geradeaus und ehemals nach rechts | 0,8                  | Anschluss Schaal                  | 578 m                             |
| Strecke mit Straßenbrücke | 2,0                  | L 455                             | L 455                             |
| ehemaliger Haltepunkt / Haltestelle | 2,4                  | Laucherthal Hp                    | 585 m                             |
| Dienststation / Betriebs- oder Güterbahnhof | 2,8                  | Laucherthal Bf                    | 587 m                             |
| Abzweig geradeaus und von links |                      | Anschluss Zollern GmbH und Co. KG | Anschluss Zollern GmbH und Co. KG |
| Abzweig geradeaus und von rechts |                      | Anschluss Zollern GmbH und Co. KG | Anschluss Zollern GmbH und Co. KG |
| ehemaliger Haltepunkt / Haltestelle | 4,9                  | Hitzkofen                         | 592 m                             |
| Brücke über Wasserlauf | 5,0                  | Lauchert                          | Lauchert                          |
| Dienststation / Betriebs- oder Güterbahnhof | 5,5                  | Bingen (Hohenz) Bf                | 594 m                             |
| Brücke über Wasserlauf | 5,8                  | Lauchert                          | Lauchert                          |
| ehemaliger Haltepunkt / Haltestelle | 6,3                  | Bingen (Hohenz) Hp                | 603 m                             |
| Brücke über Wasserlauf | 7,2                  | Lauchert                          | Lauchert                          |
| ehemaliger Haltepunkt / Haltestelle | 8,0                  | Hornstein                         | 606 m                             |
| Brücke über Wasserlauf | 8,0                  | Lauchert                          | Lauchert                          |
| Abzweig geradeaus und von links |                      | von Sigmaringen                   | von Sigmaringen                   |
| Bahnhof | 9,7                  | Hanfertal                         | 619 m                             |
| Strecke |                      | nach Kleinengstingen              | nach Kleinengstingen              |

Die Bahnstrecke Sigmaringendorf–Hanfertal ist eine Nebenbahn in Baden-Württemberg. Sie verläuft von Sigmaringendorf über Bingen nach Hanfertal, ist durchgehend eingleisig und nicht elektrifiziert. Die Strecke wird auch als Laucherttalbahn bezeichnet.

## Streckenverlauf
Ursprünglich zweigte die Strecke im Bahnhof Sigmaringendorf von der Bahnstrecke Ulm–Sigmaringen ab und schmiegte sich in einem Bogen an die Lauchert an. Mit dem Bau einer neuen Abzweigung von der Bahnstrecke Ulm–Sigmaringen aus Richtung Ulm kommend wurde 1992 der Bogen vom Bahnhof Sigmaringendorf abgebaut.
Die Strecke führt zunächst entlang der Lauchert bis zum Haltepunkt Laucherthal, dem der Bahnhof Laucherthal folgt. Im Anschluss durchquert die Strecke das Betriebsgelände der Zollern GmbH & Co. KG, welcher je ein Gleisanschluss westlich und östlich der Strecke zur Verfügung steht.
Bei Kilometer 4,9 wird der Haltepunkt Hitzkofen erreicht, dem der Bahnhof Bingen (Hohenz) und der Haltepunkt Bingen (Hohenz) folgen. Weiter verläuft die Strecke zum Haltepunkt Hornstein, welcher dem rund 600 Meter entfernt liegenden Bingener Ortsteil zugeordnet ist. Kurz darauf wird noch einmals die Lauchert überquert, bis die Strecke nach 9,7 Kilometern im Bahnhof Hanfertal endet und an die Bahnstrecke Engstingen–Sigmaringen anschließt. Kurz vor der Einfahrt in den Bahnhof liegt südlich der Strecke die ehemalige Panzerverladerampe, die heute noch für den Güterverkehr genutzt wird und von der Bahnstrecke Engstingen–Sigmaringen aus erreicht wird.

## Geschichte
Die Hohenzollernsche Lande lagen als lang gezogenes Territorium inmitten des Königreichs Württemberg, deren Staatsbahn KWStE dieses „ausländische“ Gebiet lediglich auf dem jeweils kürzesten Weg durchquerte und nur die beiden Kreisstädte Hechingen und Sigmaringen bediente. Die 1899 gegründete Actiengesellschaft Hohenzollern’sche Kleinbahngesellschaft (heutige HzL) sollte die Hohenzollernsche Lande durch Kleinbahnen erschließen und an das württembergische Eisenbahnnetz anschließen.
Am 28. März 1900 konnte der sechs Kilometer lange Abschnitt Sigmaringendorf–Bingen als erste Strecke der HzL eröffnet werden. Die Strecke führte aus dem Donautal bei Sigmaringendorf im Laucherttal nordwärts zum Fürstlichen Hüttenwerk mit dem Güterbahnhof Laucherthal und weiter nach Bingen. Am 6. Dezember 1908 wurde die bisherige Stichstrecke nach Hanfertal verlängert und an die Bahnstrecke Kleinengstingen–Hanfertal angeschlossen. Erstmals konnten Züge zwischen Hechingen, Kleinengstingen und Sigmaringendorf verkehren und Anschlüsse an andere Bahnstrecken in diesen Orten bieten.
Weniger als zwei Jahre später verlor die Strecke bereits an Bedeutung, als am 5. Oktober 1910 die Abkürzung von Hanfertal nach Sigmaringen Landesbahnhof fertiggestellt wurde.

## Betrieb
Im Zuge der bundesweiten Stilllegung von Nebenbahnen stellte auch die HzL zwischen 1968 und 1973 den Personenverkehr auf einigen Strecken auf Busbedienung um. Ab dem 29. September 1968 wurde die Strecke Sigmaringendorf–Hanfertal nur noch im Schülerverkehr bedient, bis auch dieser zum 30. Mai 1991 eingestellt wurde.
Die Strecke wird heute nur noch im Güterverkehr befahren.